# Berlin-Tegel repülőtér

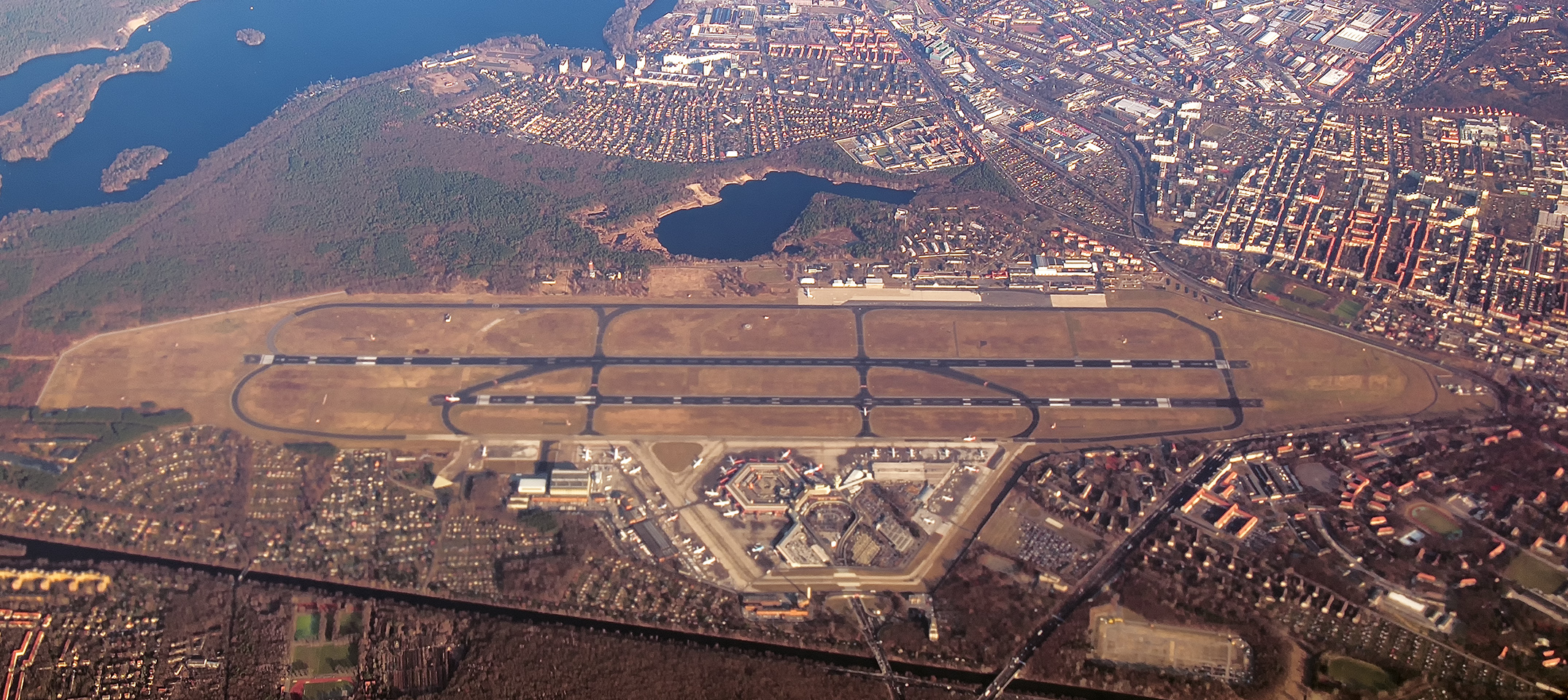
Légifelvétel a repülőtérről

A Berlin-Tegel Otto Lilienthal repülőtér (IATA: TXL, ICAO: EDDT) Berlin és a Berlin-Brandenburgi agglomeráció korábbi két nemzetközi repülőtere közül a nagyobbik volt. 2016-ban körülbelül 21,3 millió utas használta, ezzel Németország negyedik legforgalmasabb repülőtereként (a frankfurti, müncheni és düsseldorfi repülőtér után), Európában a 26. helyen állt. A repülőteret a Flughafen Berlin Brandenburg GmbH (FBB) üzemeltette.
A repülőtér 2020. november 8-án véglegesen bezárt. A légi utasforgalmat az új Berlin-Brandenburg repülőtérre helyezték át.
Az egykori repülőtér a jövőben egy új városrésznek ad otthont, amelyben maga az épület egy ipari, kutatási és fejlesztési központ részeként születik újjá.

## Fekvése és megközelítése

Berlin működő és egykori repülőtereinek fekvése

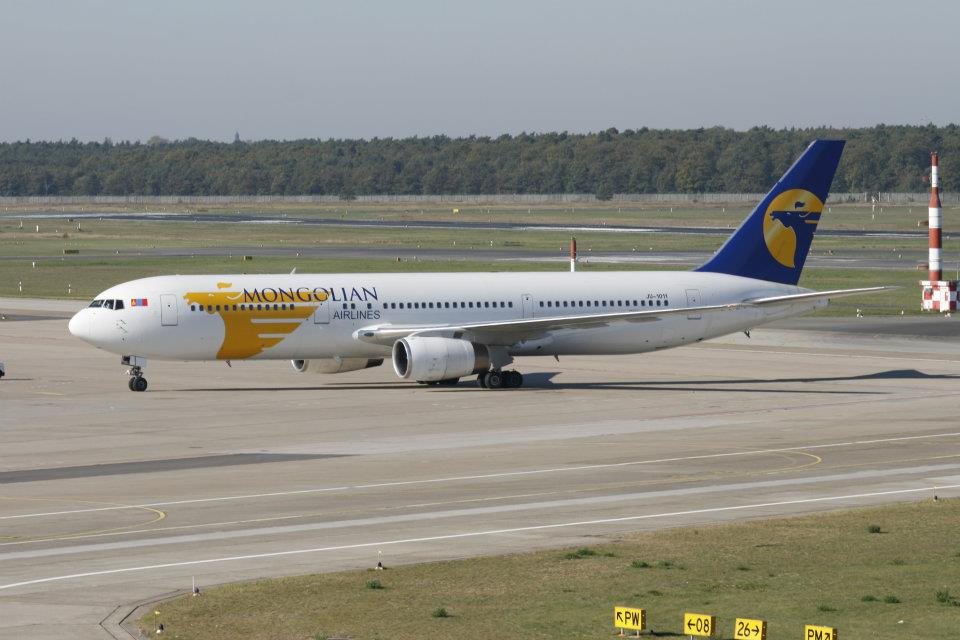
A MIAT Boeing 767-300ER gépe Berlin-Tegelen

Tegel repülőtere a berlini városközponttól tizenegy kilométerre északnyugatra fekszik, Berlin 12. kerületének, Reinickendorfnak Tegel nevű városrészében, 37 méterrel a tengerszint felett. A repülőtér utasközlekedést kiszolgáló főbejárata a 4. kerületre (Charlottenburg-Wilmersdorf) nyílik. A repülőtér területe 461 hektár, ebből 302 hektár (66%) az állami ingatlankezelő, 159 hektár (34%) Berlin szövetségi állam tulajdona.
A repülőtér a berlini buszjáratok közül a TXL, X9, 109 és 128 buszokkal volt megközelíthető. Bekötőút vezet ide a 111-es autópályáról; maga az autópálya alagútban halad el a repülőtértől északra, a futópálya mellett.
Vasúti közlekedéssel nem volt elérhető a repülőtér. Korábban tervezték az 5-ös U-Bahn-vonal 2,7 km-es meghosszabbítását a Berlin Jungfernheide pályaudvartól a repülőtérig, hogy vasúton is összekössék a belvárossal a repteret; az összeköttetés már 1965 óta szerepel a tervekben, a vasútból 450 méter 1980-ra el is készült, és 2003. július 14. óta a berlini tűzoltóság használja kiképzésre, 1995-ben pedig észak felé építették tovább az U-Bahn vonalát, a reinickendorfi városháza felé, ahol a 8-as U-Bahn-vonallal tervezték összekötni.

## Története

### A kezdetek
A mai repülőtér területe eredetileg a Jungfernheide-erdő része volt, amely a porosz nemesség vadászterületeként szolgált. A 19. században tüzérségi lőtérként használták. A repülés története a 20. század elejére nyúlik vissza, amikor a Porosz Királyi Léghajózászlóalj ott állomásozott, és a terület Luftschiffhafen Reinickendorf néven vált ismertté. 1906-ban hangárt építettek a Groß-Basenach és Parseval típusú léghajók tesztelésére.
Nem sokkal az első világháború kitörése után, 1914. augusztus 20-án a területet a légi felderítő személyzet katonai kiképzésének szentelték. A háborút követően a Versailles-i Szerződés következtében az összes repülési ipar megszűnt, amely megtiltotta Németországnak, hogy fegyveres repülőgépei legyenek. 1930. szeptember 27-én Rudolf Nebel kísérleti rakétatesztelő és kutató létesítményt indított a helyszínen. Raketenschießplatz Tegel néven vált ismertté, és kiváló repülőgép-mérnökök kis csoportját vonzotta, köztük Wernher von Braun német rakétaúttörőt is.. 1937-ben a rakéta úttörői elhagyták Tegelt a titkos peenemündei hadseregkutató központ javára.
A második világháború alatt a terület ismét katonai gyakorlóterületként szolgált, főleg a Flak csapatok számára. A szövetséges légitámadások során megsemmisült.

### A II. világháború után
A terület kertekké alakításának terveit az 1948. június 24-én megkezdett berlini blokád miatt elhalasztották. Az ezt követő, USA vezette berlini légiszállításban gyorsan kiderült, hogy Berlin jelenlegi fő repülőtere, a Tempelhof nem elég nagy ahhoz, hogy minden segélyszállító repülőgépet befogadjon. Ennek eredményeként a Tegelért akkoriban felelős francia katonai hatóságok elrendelték egy 2428 m (7966 láb) hosszú kifutópálya megépítését, amely akkoriban a leghosszabb volt Európában, valamint ideiglenes repülőtéri épületek és alapvető infrastruktúra megépítését. Az alapkőletételre 1948. augusztus 5-én került sor, és csak 90 nappal később, november 5-én az "Egyesült Államok Légierejének" (USAF) egy Douglas C-54 Skymaster-e volt az első repülőgép, amely leszállt az új repülőtéren. Az "Egyesült Államok Légiereje Európában" (USAFE) főparancsnoka, Cannon tábornok és az angol-amerikai légiszállítás vezérkari főnöke, Tunner tábornok ezzel a géppel érkezett Tegelre.
Az alapvető árukat és nyersanyagokat szállító brit Dakota és Hastings repülőgépek 1948. november 17-től kezdték rendszeresen használni a Tegelt. Az előbbiek általában élelmiszert és üzemanyagot szállítottak, míg az utóbbiak szénnel voltak megrakva. 1948. december 14-től rendszeres teherrepülések kezdődtek meg amerikai C-54-esekkel. 1948 decemberében három Armée de l'Air Junkers Ju 52 /3m szállítógép is elsőkként vett részt a légiszállításban. Az Armée de l'Air azonban csak nagyon kis mértékben és szimbolikus módon járult hozzá a teljes légiszállítási erőfeszítéshez. A francia szállítóflotta elkötelezettsége az indokínai háborús erőfeszítések mellett, valamint az a közös angol-amerikai döntés, hogy a légiszállítás hátralévő részében csak négy hajtóműves repülőgépeket alkalmaznak, hogy növeljék a járatok számát és az egyes repüléseken szállított rakomány mennyiségét, kihasználva e repülőgépek nagyobb sebességét és nagyobb kapacitását, a francia részvétel megszűnt.

### Az újraegyesítés után
Németország 1990. október 3-i újraegyesítését követően az egykori nyugat-berlini repülőterekre vonatkozó hozzáférési korlátozásokat feloldották.
A Lufthansa 1990. október 28-án újraindította a berlini járatokat, és kezdetben napi tizenkét járatpárt üzemeltetett korlátozott számú útvonalon, köztük a Tegel–Köln, a Tegel–Frankfurt és a Tegel–London Gatwick útvonalon.

## A forgalom alakulása
Az utasforgalom az elmúlt években az alábbi módon változott:
| Utasok száma | 6 715 402 | 7 234 345 | 8 622 359 | 9 863 870 | 11 014 062 | 13 345 188 | 15 025 600 | 20 688 016 | 20 460 688 | 5 870 756 |
|              | 1991      | 1994      | 1997      | 2001      | 2004       | 2007       | 2010       | 2014       | 2017       | 2020      |

## Kritikák

### A rendszer erősségei és gyengeségei
2020-ra a Berlin-Tegel nyolcszor annyi utast kezelt, mint ami az 1974-ben átadott új épületben eredetileg tervezett évi 2,5 millió utas. 2014-ben körülbelül 21 millió utast kezeltek. A rendszernek ez a szokatlan képessége az ilyen magas kihasználtság elsajátítására részben a rövid és világos útvonalak architektúrájának köszönhető. Ennek ellenére a kapugyűrűben a check-in pultok előtt rendszeresen sorok alakultak ki, amelyek hátráltatták az átjutást a többi pozícióba. Kis ellenőrző pontok lassították az áthaladást, ugyanakkor külön biztonsági személyzetre volt szükség a nem összekapcsolt várótermekben. Maguk a várótermek gyakran túl kicsik voltak a modern repülőgépekhez; Ráadásul a parkolási pozíciókat úgy kellett megválasztani, hogy a schengeni és nem schengeni utasok ne ugyanazt a várótermet használják. A transzfer utasok csak a C terminálon belül szállhattak át anélkül, hogy ismét át kellett menniük a biztonsági ellenőrzésen. A repülőtéren nem volt központi poggyászkezelő rendszer; A beérkező transzfer poggyászokat egy speciálisan erre a célra épített csarnokba vitték, ahol manuálisan válogatták ki és előkészítették a csatlakozó járatokra.
A terminál útrendszere is problémás volt. A főépület alatti központi érkezés és indulás jelentett forgalmi szűk keresztmetszetet, azonban a tervezéskorinál kisebb forgalom mellett ez az útrendszere kényelmes, gyors és rövid távolságú autóbusszal vagy tömegközlekedéssel történő érkezést és indulást tett lehetővé.

## További hivatkozások
- Németország repülőtereinek listája

## Fordítás
Ez a szócikk részben vagy egészben  a   Flughafen Berlin Tegel című német Wikipédia-szócikk fordításán alapul.  Az eredeti cikk szerkesztőit annak laptörténete sorolja fel. Ez a jelzés csupán a megfogalmazás eredetét és a szerzői jogokat jelzi, nem szolgál a cikkben szereplő információk forrásmegjelöléseként.